# Claude Hernoux
Pour les articles homonymes, voir Hernoux.
Claude Charles Étienne Hernoux est un homme politique français né le 17 mars 1797 à Saint-Jean-de-Losne (Côte-d'Or) et décédé le 28 mai 1861 à Paris.

## Biographie
Mousse dans la Marine en 1811, il est enseigne de vaisseau en 1820, lieutenant de vaisseau en 1826. Il est le précepteur militaire du prince de Joinville et son aide de camp. Il est député de Seine-et-Oise de 1834 à 1848, siégeant dans la majorité soutenant la Monarchie de Juillet, et de 1849 à 1851, siégeant à droite. Il poursuit en même temps sa carrière militaire, devenant contre-amiral en 1841. En 1854, il est nommé commandant de la station navale des Antilles.

## Sources
- « Claude Hernoux », dans Adolphe Robert et Gaston Cougny, Dictionnaire des parlementaires français, Edgar Bourloton, 1889-1891 [détail de l’édition]